# 利茲鎮區 (明尼蘇達州莫雷縣)
利茲鎮區（英語：Leeds Township）是位於美國明尼蘇達州莫雷縣的一個行政鎮區。

## 歷史
利茲鎮區於1873年設立，得名自英格蘭城市利兹。

## 地方資料
利茲鎮區的面積為92.21平方千米，當中陸地面積為91.51平方千米，而水域面積為0.70平方千米。根據2020年美國人口普查的數據，當地共有人口189人，而人口密度為每平方千米2.05人。